# Etienne de Châlons
Etienne de Châlons (zm. 30 marca 1144) – francuski kardynał i cysters.

## Życiorys
Pochodził z Châlons-sur-Marne, gdzie początkowo był archidiakonem kapituły katedralnej. Następnie został mnichem cysterskim w Clairvaux. Najpóźniej w 1141 papież Innocenty II mianował go kardynałem biskupem Palestriny. Występuje jako świadek na bullach papieskich datowanych między 12 kwietnia 1141 a 28 marca 1144. Cystersi czczą go jako błogosławionego.